# Czynnościowa pojemność zalegająca

Podstawowe objętości i pojemności płuc.
Legenda
TLC – całkowita pojemność płuc
VC – pojemność życiowa
RV – objętość zalegająca
IC – pojemność wdechowa
FRC – czynnościowa pojemność zalegająca
IRV – objętość zapasowa wdechowa
TV – objętość oddechowa
ERV – objętość zapasowa wydechowa

Czynnościowa pojemność zalegająca (ang. functional residual capacity, FRC) – ilość gazu oddechowego, która pozostaje w drogach oddechowych po zakończeniu spokojnego wydechu. Jest sumą zapasowej objętości wydechowej (ERV) i objętości zalegającej (RV).
Czynnościowej pojemności zalegającej nie da się zmierzyć podczas zwykłego badania spirometrycznego. W tym celu stosuje się układ zamkniętego spirometru z wykorzystaniem niewchłanialnego gazu wskaźnikowego, zazwyczaj helu. Pacjent oddycha przez kilka minut mieszanką helową, a analizator mierzy stężenie helu w kabinie. Znając początkowe i końcowe stężenia He oraz jego objętość, można obliczyć ze wzoru czynnościową pojemność zalegającą (przy założeniu, że pacjent zaczyna badanie od zwykłego wydechu).
{\displaystyle FRC={\frac {V_{s}\cdot (He_{p}-He_{k})}{He_{k}}},}
gdzie:
{\displaystyle FRC} – czynnościowa pojemność zalegająca,
{\displaystyle V_{s}} – objętość mieszanki helowej w spirometrze,
{\displaystyle He_{p}} – stężenie helu na początku badania,
{\displaystyle He_{k}} – stężenie helu na końcu badania.
FRC można także określić w bodypletyzmografii. Po zakończeniu spokojnego wydechu poleca się pacjentowi wykonanie forsownego wydechu przy zamkniętym ustniku. Powoduje to spadek objętości płuc i w efekcie spadek ciśnienia w całej kabinie. Na tej podstawie, przy użyciu prawa Boyle’a-Mariotte’a, można obliczyć wartość FRC.
{\displaystyle FRC={\frac {P_{2}\cdot V_{r}}{P_{1}-P_{2}}},}
gdzie:
{\displaystyle FRC} – czynnościowa pojemność zalegająca,
{\displaystyle P_{1}} – ciśnienie w jamie ustnej na początku badania,
{\displaystyle P_{2}} – ciśnienie w jamie ustnej na końcu badania,
{\displaystyle V_{r}} – zmniejszenie objętości płuc.